# Karol Olpiński

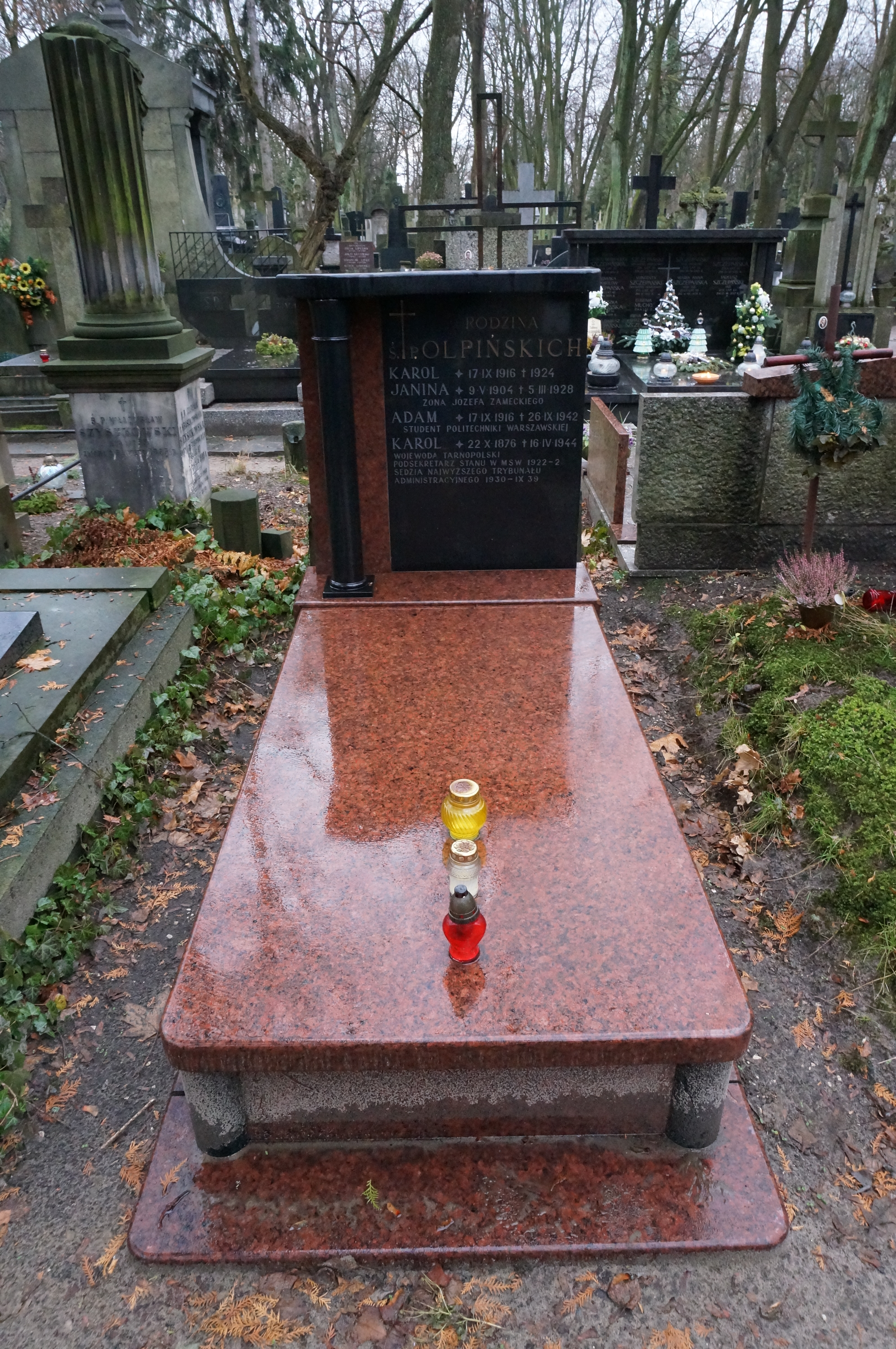
Grób Karola Olpińskiego na Cmentarzu Powązkowskim

Karol Mieczysław Olpiński (ur. 22 października 1876 we Lwowie, zm. 16 kwietnia 1944 we Świdrze) – polski prawnik, urzędnik państwowy Austro-Węgier i II Rzeczypospolitej, pierwszy wojewoda tarnopolski w II RP, sędzia Najwyższego Trybunału Administracyjnego.

## Życiorys
W 1900 ukończył studia na Wydziale Prawa Uniwersytetu Lwowskiego. Pracował jako urzędnik w Namiestnictwie Galicji, później zaś jako komisarz starostwa w Nadwornej. W 1909. powrócił do Namiestnictwa jako radca, następnie został delegatem tego urzędu na powiaty husiatyński i śniatyński. Od 1916 był zastępcą szefa i szefem Biura Prezydialnego Namiestnictwa.
Po odzyskaniu niepodległości przez Polskę w administracji II RP. 23 kwietnia 1921 mianowany go pierwszym wojewodą tarnopolskim. Urząd objął 1 września 1921, po wejściu w życie podziału b. Królestwa Galicji i Lodomerii na województwa i likwidacji Namiestnictwa Galicji. 30 grudnia 1922 otrzymał nominację na podsekretarza stanu w Ministerstwie Spraw Wewnętrznych, ustąpił z urzędu wojewody 23 stycznia 1923. W MSW podlegały mu Departamenty: Administracyjny, Samorządowy, Wydział Prezydialny i sprawy personalne. W dniach 6 – 16 listopada 1923 r. pełnił przejściowo obowiązki wojewody krakowskiego, kierując akcją usuwania skutków zamieszek ulicznych.
W maju 1926, podczas przewrotu majowego, wobec nieobecności ministra Stefana Smólskiego w Warszawie, kierował pracami MSW. 17 maja 1926 premier Kazimierz Bartel odwołał go ze stanowiska podsekretarza stanu. 30 listopada 1926 został przeniesiony w stan spoczynku. Po odbyciu trzyletniej aplikacji w Sądzie Apelacyjnym i Okręgowym w Warszawie, został w 1930 r. mianowany sędzią Najwyższego Trybunału Administracyjnego, którym pozostawał do agresji III Rzeszy i ZSRR na Polskę. W okresie okupacji mieszkał w Świdrze pod Warszawą, tam też zmarł. Pochowany został na Cmentarzu Powązkowskim (kwatera 84-4-27).

## Odznaczenia
- Krzyż Komandorski Orderu Odrodzenia Polski (31 grudnia 1923)[3]
- Krzyż Siedemdziesięciolecia Powstania Styczniowego[4]